# Left Hand Path
Left Hand Path är det svenska death metal-bandet Entombeds debutalbum som släpptes den 1 maj 1990. Albumet har återutgivits ett flertal gånger och  två bonuslåtar, "Carnal Leftovers" och "Premature Autopsy", har tillkommit. Nicke Andersson har designat Entombeds logotyp.

## Låtlista
All sångtext är skriven av Nicke Andersson och Alex Hellid, alla låtar är komponerade av Nicke Andersson, Uffe Cederlund och Leif Cuzner.
| Nr  | Titel                | Längd |
| --- | -------------------- | ----- |
| 1.  | Left Hand Path       | 6:41  |
| 2.  | Drowned              | 4:04  |
| 3.  | Revel in Flesh       | 3:45  |
| 4.  | When Life Has Ceased | 4:13  |
| 5.  | Supposed to Rot      | 2:06  |
| 6.  | But Life Goes On     | 3:02  |
| 7.  | Bitter Loss          | 4:25  |
| 8.  | Morbid Devourment    | 5:27  |
| 9.  | Abnormally Deceased  | 3:01  |
| 10. | The Truth Beyond     | 3:28  |

| 11. | Carnal Leftovers  | 3:00 |
| 12. | Premature Autopsy | 4:26 |

## Medverkande
- L-G Petrov – sång
- Uffe Cederlund – gitarr, bas
- Alex Hellid – gitarr
- Nicke Andersson – trummor, bas

## Övriga
- Dan Seagrave – omslagsdesign
- Tomas Skogsberg – producent, ljudtekniker
- Micke Lundström – foto
- David Windmill – design